# Струсівська сільська рада
Струсівська сільська́ ра́да — адміністративно-територіальна одиниця та орган місцевого самоврядування в Теребовлянському районі Тернопільської області. Адміністративний центр — село Струсів.

## Загальні відомості
- Струсівська сільська рада утворена в 1939 році.
- Територія ради: 7,966 км²
- Населення ради: 3 448 осіб (станом на 2018 рік)
- Територією ради протікає річка Серет.

## Населені пункти
Сільській раді підпорядковані населені пункти:
- с. Струсів
- с. Варваринці
- с. Бернадівка
- с. Налужжя

## Склад ради
Рада складається з 14 депутатів та голови.
- Голова ради: Бойко Роман Богданович
- Секретар ради: Сохацька Надія Романівна

### Керівний склад попередніх скликань
| Прізвище, ім'я, по батькові | Основні відомості                                                 | Дата обрання | Дата звільнення |
| --------------------------- | ----------------------------------------------------------------- | ------------ | --------------- |
| Бойко Роман Богданович      | Сільський голова, 1965 року народження, освіта вища               | 26.03.2006   | 31.10.2010      |
| Бойко Роман Богданович      | Сільський голова, 1965 року народження, освіта вища, безпартійний | 31.10.2010   |                 |
| Бойко Роман Богданович      | Сільський голова, 1965 року народження, освіта вища, безпартійний | 2015         |                 |

Примітка: таблиця складена за даними сайту Верховної Ради України

### Депутати
За результатами місцевих виборів 2015 року депутатами ради стали:

#### За суб'єктами висування
| Суб'єкт висування | Кількість обраних депутатів | %   |
| ----------------- | --------------------------- | --- |
| Самовисування     | 14                          | 100 |

#### За округами
| № округу | Прізвище, ім'я, по батькові  | Дата визнання обраним | Освіта             | Партійна приналежність | Відомості про обраного депутата                                                                       |
| -------- | ---------------------------- | --------------------- | ------------------ | ---------------------- | --- |
| 1        | Сохацька Надія Романівна     | 03.11.2015            | вища               | позапартійна           | Струсівська сільська рада, секретар.                                                                  |
| 2        | Ковалів Олена Степанівна     | 03.11.2015            |                    | позапартійний          | Голова комісії з питань економіки, планування фінансів і бюджету.                                     |
| 3        | Небесьо Йосип Любомирович    | 03.11.2015            |                    | позапартійна           | Голова комісії з питань земельних відносин та охорони довкілля.                                       |
| 4        | Козак Роман Ізидорович       | 03.11.2015            |                    | позапартійний          | Голова комісії з питань законності охорони громадського порядку та боротьби зі злочинністю.           |
| 5        | Бурко Роза Федорівна         | 03.11.2015            |                    | позапартійний          | Голова комісії з питань культури, мистецтва,духовного відродження та спорту.                          |
| 6        | Терешко Роман Богданович     | 03.11.2015            |                    | позапартійний          | Заступник голови комісії з питаньекономіки, планування фінансів та бюджету.                           |
| 7        | Подоляк Андрій Володимирович | 03.11.2015            |                    | позапартійний          | Секретар комісії з питань економіки, планування фінансів та бюджету.                                  |
| 8        | Лобас Сергій Володимирович   | 03.11.2015            |                    | позапартійна           | Заступник голови комісії з питань земельних відносин та охорони довкілля.                             |
| 9        | Юрків Руслана Іванівна       | 03.11.2015            |                    | позапартійний          | Секретар комісії з питань земельних відносин та охорони довкілля.                                     |
| 10       | Жидоник Роман Миколайович    | 03.11.2015            |                    | позапартійний          | Член комісії з питань земельних відносин та охорони довкілля.                                         |
| 11       | Хома Василь Степанович       | 03.11.2015            | середня спеціальна | партія "Свобода"       | Заступник голови комісії з питань законності охорони громадського порядку та боротьби зі злочинністю. |
| 12       | Бенько Оксана Олексіївна     | 03.11.2015            | вища               | позапартійна           | Секретар комісії з питань законності охорони громадського порядку та боротьби зі злочинністю.         |
| 13       | Сохацький Ярослав Тарасович  | 03.11.2015            |                    | позапартійний          | Заступник голови комісії з питань культури, мистецтва,духовного відродження та спорту.                |
| 14       | Станько Андрій Андрійович    | 03.11.2015            | вища               | позапартійна           | Секретар з питань культури, мистецтва,духовного відродження та спорту.                                |
| 15       | Морен Наталія Іванівна       | 03.11.2015            | вища               | позапартійна           | Спеціаліст-землевпорядник сільської ради                                                              |